# Championnat de Finlande de hockey sur glace 2009-2010
Saison précédente Saison suivante
La saison 2009-2010 est la trente-cinquième saison de la SM-Liiga, le championnat élite de hockey sur glace en Finlande. La saison régulière a débuté le 10 septembre 2009 et s'est terminée le 20 mars 2010 sur la victoire du champion en titre, le JYP Jyväskylä. Pour permettre aux athlètes de participer aux jeux olympiques, le championnat s'est interrompu du 21 février au 1er mars. Les séries éliminatoires ont débuté le 23 mars et se sont conclues le 28 avril sur la victoire du TPS Turku.

## SM-liiga

### Déroulement
Les quatorze équipes de la division élite jouent chacune un total de 58 matchs lors de la saison régulière. À l'issue de la saison régulière, les six meilleures équipes sont directement qualifiées pour les séries, les quatre suivantes jouent pour les deux dernières places des playoffs lors de matchs de barrage au meilleur des trois rencontres.

### Saison régulière
Pour les significations des abréviations, voir statistiques du hockey sur glace.

#### Classement
| Clt   | Équipe             | PJ | V  | VP | D  | DP | BP  | BC  | Diff | Pts |
| ----- | ------------------ | -- | -- | -- | -- | -- | --- | --- | ---- | --- |
| +001, | JYP Jyväskylä      | 58 | 31 | 6  | 15 | 6  | 173 | 132 | +41  | 111 |
| +002, | KalPa Kuopio       | 58 | 31 | 5  | 16 | 6  | 164 | 135 | +29  | 109 |
| +003, | Lukko Rauma        | 58 | 30 | 5  | 16 | 7  | 178 | 136 | +42  | 107 |
| +004, | HIFK               | 58 | 30 | 6  | 20 | 2  | 185 | 152 | +33  | 104 |
| +005, | HPK Hämeenlinna    | 58 | 26 | 3  | 22 | 7  | 153 | 154 | -1   | 91  |
| +006, | TPS Turku          | 58 | 25 | 6  | 25 | 2  | 169 | 169 | 0    | 89  |
| +007, | Tappara Tampere    | 58 | 24 | 4  | 24 | 6  | 181 | 181 | 0    | 86  |
| +008, | Espoo Blues        | 58 | 19 | 9  | 23 | 7  | 145 | 155 | -10  | 82  |
| +009, | Kärpät Oulu        | 58 | 21 | 7  | 26 | 4  | 150 | 163 | -13  | 81  |
| +010, | Jokerit Helsinki   | 58 | 22 | 4  | 28 | 4  | 144 | 157 | -13  | 78  |
| +011, | SaiPa Lappeenranta | 58 | 20 | 6  | 27 | 5  | 154 | 167 | -23  | 77  |
| +012, | Pelicans Lahti     | 58 | 18 | 6  | 27 | 7  | 166 | 197 | -31  | 73  |
| +013, | Ässät Pori         | 58 | 18 | 5  | 29 | 8  | 151 | 170 | -19  | 72  |
| +014, | Ilves Tampere      | 58 | 17 | 0  | 34 | 7  | 155 | 191 | -36  | 58  |

- Directement qualifié pour les séries
- Barrage de qualification pour les séries

#### Meilleurs pointeurs
Cette section présente les meilleurs pointeurs de la saison régulière.
| Clt | Joueur             | Équipe           | PJ | B  | A  | Pts |
| --- | ------------------ | ---------------- | -- | -- | -- | --- |
| 1   | Jori Lehterä       | Tappara Tampere  | 57 | 19 | 50 | 69  |
| 2   | Juha-Pekka Hytönen | JYP Jyväskylä    | 56 | 22 | 32 | 54  |
| 3   | Pavel Rosa         | Kärpät Oulu      | 45 | 19 | 32 | 51  |
| 4   | Justin Morrison    | Lukko Rauma      | 50 | 18 | 33 | 51  |
| 5   | Jukka Hentunen     | Jokerit Helsinki | 58 | 28 | 22 | 50  |
| 6   | Marko Kivenmäki    | Ässät Pori       | 58 | 16 | 34 | 50  |
| 7   | Jonas Enlund       | Tappara Tampere  | 58 | 28 | 21 | 49  |
| 8   | Juhamatti Aaltonen | Pelicans Lahti   | 58 | 28 | 21 | 49  |
| 9   | Ilari Filppula     | TPS Turku        | 58 | 12 | 37 | 49  |
| 10  | Ville Vahalahti    | TPS Turku        | 57 | 21 | 26 | 47  |

#### Meilleurs gardiens de but
Cette section présente les meilleurs gardiens de la saison régulière, classés en fonction du pourcentage d'arrêts et ayant joué un minimum de 25 matchs.
| Clt | Joueur           | Équipe        | PJ | Bl | % Arr   |
| --- | ---------------- | ------------- | -- | -- | ------- |
| 1   | Jussi Rynnäs     | Ässät Pori    | 31 | 2  | 92,92 % |
| 2   | Pekka Tuokkola   | JYP Jyväskylä | 32 | 2  | 92,31 % |
| 3   | Atte Engren      | TPS Turku     | 35 | 2  | 92,09 % |
| 4   | Mikael Tellqvist | Lukko Rauma   | 26 | 0  | 91,9 %  |
| 5   | Iiro Tarkki      | Espoo Blues   | 54 | 2  | 91,85 % |

Jussi Rynnäs, qui joue sa première saison dans la SM-liiga, termine en tête du classement avec presque 93 % d'arrêts.

### Séries éliminatoires
Les matchs de barrage se jouent au meilleur des trois rencontres puis tous les autres se jouent au meilleur des 7 rencontres à l'exception du match pour la troisième place qui se joue en une seule rencontre.
|  | Barrages | Barrages         | Barrages        |                 |                 | Quarts de finale | Quarts de finale | Quarts de finale |                 |   | Demi-finales  | Demi-finales | Demi-finales |              |               | Finale | Finale | Finale |
|  |          |                  |                 |                 |                 |                  |                  |                  |                 |   |               |              |              |              |               |        |        |        |
|  |          |                  |                 |                 |                 |                  |                  |                  |                 |   |               |              |              |              |               |        |        |        |
|  |          | 1                | JYP Jyväskylä   | 4               |                 |                  |                  |                  |                 |   |               |              |              |              |               |        |        |        |
|  |          |                  |                 | 4               |                 |                  |                  |                  |                 |   |               |              |              |              |               |        |        |        |
|  |          |                  | 9               | Kärpät Oulu     | 3               |                  |                  |                  |                 |   |               |              |              |              |               |        |        |        |
|  | 8        | Espoo Blues      | 9               | Kärpät Oulu     | 3               | 1                |                  |                  |                 |   |               |              |              |              |               |        |        |        |
|  | 8        | Espoo Blues      |                 |                 |                 | 1                |                  |                  |                 |   |               |              |              |              |               |        |        |        |
|  | 9        | Kärpät Oulu      | 2               |                 |                 |                  |                  |                  |                 |   |               |              |              |              |               |        |        |        |
|  | 9        | Kärpät Oulu      | 2               |                 |                 |                  |                  |                  |                 | 1 | JYP Jyväskylä | 2            |              |              |               |        |        |        |
|  |          |                  |                 |                 |                 |                  |                  |                  |                 | 1 | JYP Jyväskylä | 2            |              |              |               |        |        |        |
|  |          | 6                | TPS Turku       | 4               |                 |                  |                  |                  |                 |   |               |              |              |              |               |        |        |        |
|  |          | 6                | TPS Turku       | 4               |                 |                  |                  |                  |                 |   |               |              |              |              |               |        |        |        |
|  |          |                  |                 |                 |                 |                  |                  |                  |                 |   |               |              |              |              |               |        |        |        |
|  |          |                  |                 |                 |                 |                  |                  |                  |                 |   |               |              |              |              |               |        |        |        |
|  |          | 6                | TPS Turku       | 4               |                 |                  |                  |                  |                 |   |               |              |              |              |               |        |        |        |
|  |          |                  |                 | 4               |                 |                  |                  |                  |                 |   |               |              |              |              |               |        |        |        |
|  |          |                  | 3               | Lukko Rauma     | 0               |                  |                  |                  |                 |   |               |              |              |              |               |        |        |        |
|  |          |                  | 3               | Lukko Rauma     | 0               |                  |                  |                  |                 |   |               |              |              |              |               |        |        |        |
|  |          |                  |                 |                 |                 |                  |                  |                  |                 |   |               |              |              |              |               |        |        |        |
|  |          |                  |                 |                 |                 |                  |                  |                  |                 |   |               |              |              |              |               |        |        |        |
|  |          |                  |                 |                 |                 |                  |                  |                  |                 |   |               | 6            | TPS Turku    | 4            |               |        |        |        |
|  |          |                  |                 |                 |                 |                  |                  |                  |                 |   |               |              |              |              |               |        |        |        |
|  |          | 5                | HPK Hämeenlinna | 1               |                 |                  |                  |                  |                 |   |               |              |              |              |               |        |        |        |
|  |          | 5                | HPK Hämeenlinna | 1               |                 |                  |                  |                  |                 |   |               |              |              |              |               |        |        |        |
|  |          |                  |                 |                 |                 |                  |                  |                  |                 |   |               |              |              |              |               |        |        |        |
|  |          |                  |                 |                 |                 |                  |                  |                  |                 |   |               |              |              |              |               |        |        |        |
|  |          | 4                | HIFK            | 2               |                 |                  |                  |                  |                 |   |               |              |              |              |               |        |        |        |
|  |          |                  |                 | 2               |                 |                  |                  |                  |                 |   |               |              |              |              |               |        |        |        |
|  |          |                  | 5               | HPK Hämeenlinna | 4               |                  |                  |                  |                 |   |               |              |              |              |               |        |        |        |
|  |          |                  | 5               | HPK Hämeenlinna | 4               |                  |                  |                  |                 |   |               |              |              |              |               |        |        |        |
|  |          |                  |                 |                 |                 |                  |                  |                  |                 |   |               |              |              |              |               |        |        |        |
|  |          |                  |                 |                 |                 |                  |                  |                  |                 |   |               |              |              |              |               |        |        |        |
|  |          |                  |                 |                 |                 |                  | 5                | HPK Hämeenlinna  | 4               |   |               |              |              |              |               |        |        |        |
|  |          |                  |                 |                 |                 |                  |                  |                  | 4               |   |               |              |              |              |               |        |        |        |
|  |          | 2                | KalPa Kuopio    | 2               |                 |                  | Troisième place  | Troisième place  | Troisième place |   |               |              |              |              |               |        |        |        |
|  | 7        | 2                | KalPa Kuopio    | 2               | Tappara Tampere | 2                | Troisième place  | Troisième place  | Troisième place |   |               |              |              |              |               |        |        |        |
|  | 7        |                  |                 |                 | Tappara Tampere | 2                |                  |                  |                 |   |               |              |              |              |               |        |        |        |
|  | 10       | Jokerit Helsinki | 1               |                 |                 |                  |                  |                  |                 |   |               |              |              |              |               |        |        |        |
|  | 10       | Jokerit Helsinki | 1               |                 | 2               | KalPa Kuopio     | 4                |                  |                 |   |               |              |              | 1            | JYP Jyväskylä | 1      |        |        |
|  |          |                  |                 |                 | 2               | KalPa Kuopio     | 4                |                  |                 |   |               |              |              | 1            | JYP Jyväskylä | 1      |        |        |
|  |          |                  | 7               | Tappara Tampere | 2               |                  |                  |                  |                 |   |               |              | 2            | KalPa Kuopio | 0             |        |        |        |
|  |          |                  | 7               | Tappara Tampere | 2               |                  |                  |                  |                 |   |               |              | 2            | KalPa Kuopio | 0             |        |        |        |
|  |          |                  |                 |                 |                 |                  |                  |                  |                 |   |               |              |              |              |               |        |        |        |

Le TPS Turku, 6e de la saison régulière, et le HPK Hämeenlinna, 5e, parviennent à la finale des séries éliminatoires en éliminant en quart de finale puis en demi-finale des équipes mieux classées qu'eux. Le TPS élimine successivement le Lukko Rauma, 3 puis le champion en titre, le JYP Jyväskylä. Le HPK Hämeenlinna élimine quant à lui le HIFK, 4e puis le dauphin du JYP Jyväskylä, le KalPa Kuopio. En finale, c'est encore une fois l'équipe la moins bien classée qui gagne, le TPS Turku remportant ainsi le 11e titre de son histoire.

### Match de barrage
Le match de barrage se joue au meilleur des sept rencontres

| mardi 30 mars 2010 | Ilves Tampere | 3-1 0-0, 2-0, 1-1 | Jokipojat Joensuu | 4 321 spectateurs |

| Feuille de match | Feuille de match                                                            | Feuille de match | Feuille de match               | Feuille de match                                                   |
| ---------------- | --------------------------------------------------------------------------- | ---------------- | ------------------------------ | ------------------------------------------------------------------ |
|                  | Markus Seikola 20 min 34 s Pasi Salonen 38 min 33 s Antti Bruun 48 min 14 s | 1-0 2-0 3-0 3-1  | 56 min 50 s Tobias Salmelainen | Arbitrage : Antti Hämäläinen Tom Laaksonen Joonas Saha Jussi Terho |
| Jani Hurme       | Gardiens                                                                    | Mikko Rämö       |                                | Arbitrage : Antti Hämäläinen Tom Laaksonen Joonas Saha Jussi Terho |
| 12 min           | Pénalités                                                                   | 16 min           |                                | Arbitrage : Antti Hämäläinen Tom Laaksonen Joonas Saha Jussi Terho |
|                  |                                                                             |                  |                                | Arbitrage : Antti Hämäläinen Tom Laaksonen Joonas Saha Jussi Terho |

| jeudi 1 avril 2010 | Jokipojat Joensuu | 4-5 1-2, 3-3, 0-0 | Ilves Tampere | 4 013 spectateurs |

| Feuille de match | Feuille de match                                                                                           | Feuille de match                    | Feuille de match | Feuille de match                                                     |
| ---------------- | --- | ----------------------------------- | --- | -------------------------------------------------------------------- |
|                  | Scott Matzka 13 min 46 s Antti Kerälä 30 min 59 s Tobias Salmelainen 31 min 38 s Markku Flinck 39 min 49 s | 0-1 0-2 1-2 1-3 1-4 2-4 3-4 3-5 4-5 | 3 min 55 s Joonas Rask 5 min 46 s Jarkko Kauvosaari 22 min 37 s Masi Marjamäki 30 min 51 s Johannes Alanen 38 min 0 s Ryan Glenn | Arbitrage : Tatu Savolainen Teemu Salminen Henri Tukia Masi Puolakka |
| Mikko Rämö       | Gardiens                                                                                                   | Jani Hurme                          | | Arbitrage : Tatu Savolainen Teemu Salminen Henri Tukia Masi Puolakka |
| 4 min            | Pénalités                                                                                                  | 10 min                              | | Arbitrage : Tatu Savolainen Teemu Salminen Henri Tukia Masi Puolakka |
|                  | |                                     | | Arbitrage : Tatu Savolainen Teemu Salminen Henri Tukia Masi Puolakka |

| vendredi 2 avril 2010 | Ilves Tampere | 4-1 1-0, 2-0, 1-1 | Jokipojat Joensuu | 4 751 spectateurs |

| Feuille de match | Feuille de match                                                                                          | Feuille de match    | Feuille de match         | Feuille de match                                               |
| ---------------- | --- | ------------------- | ------------------------ | -------------------------------------------------------------- |
|                  | Ville Korhonen 11 min 55 s Joonas Rask 32 min 20 s Markus Seikola 37 min 25 s Jesse Niinimäki 46 min 56 s | 1-0 2-0 3-0 4-0 4-1 | 55 min 2 s Markku Flinck | Arbitrage : Aleksi Rantala Antti Boman Esa Laitanen Henri Neva |
| Jani Hurme       | Gardiens                                                                                                  | Mikko Rämö          |                          | Arbitrage : Aleksi Rantala Antti Boman Esa Laitanen Henri Neva |
| 10 min           | Pénalités                                                                                                 | 8 min               |                          | Arbitrage : Aleksi Rantala Antti Boman Esa Laitanen Henri Neva |
|                  | |                     |                          | Arbitrage : Aleksi Rantala Antti Boman Esa Laitanen Henri Neva |

| mardi 6 avril 2010 | Jokipojat Joensuu | 2-1 1-0, 0-0, 1-1 | Ilves Tampere | 2 432 spectateurs |

| Feuille de match | Feuille de match                                       | Feuille de match | Feuille de match              | Feuille de match                                                     |
| ---------------- | ------------------------------------------------------ | ---------------- | ----------------------------- | -------------------------------------------------------------------- |
|                  | Robert Jekimov 7 min 19 s Sami Puruskainen 46 min 58 s | 1-0 2-0 2-1      | 49 min 28 s Jarkko Kauvosaari | Arbitrage : Antti Hämäläinen Tom Laaksonen Henri Tukia Masi Puolakka |
| Mikko Rämö       | Gardiens                                               | Jani Hurme       |                               | Arbitrage : Antti Hämäläinen Tom Laaksonen Henri Tukia Masi Puolakka |
| 16 min           | Pénalités                                              | 37 min           |                               | Arbitrage : Antti Hämäläinen Tom Laaksonen Henri Tukia Masi Puolakka |
|                  |                                                        |                  |                               | Arbitrage : Antti Hämäläinen Tom Laaksonen Henri Tukia Masi Puolakka |

| jeudi 8 avril 2010 | Ilves Tampere | 4-2 2-1, 1-1, 1-0 | Jokipojat Joensuu | 3 033 spectateurs |

| Feuille de match | Feuille de match                                                                                     | Feuille de match        | Feuille de match                                     | Feuille de match                                                           |
| ---------------- | --- | ----------------------- | ---------------------------------------------------- | -------------------------------------------------------------------------- |
|                  | Markus Seikola 1 min 34 s Joonas Rask 18 min 1 s Pasi Salonen 22 min 13 s Pasi Määttänen 55 min 38 s | 1-0 1-1 2-1 3-1 3-2 4-2 | 16 min 6 s Robert Jekimov 39 min 46 s Robert Jekimov | Arbitrage : Antti Hämäläinen Tom Laaksonen Hannu Sormunen Mikko Kekäläinen |
| Jani Hurme       | Gardiens                                                                                             | Mikko Rämö              |                                                      | Arbitrage : Antti Hämäläinen Tom Laaksonen Hannu Sormunen Mikko Kekäläinen |
| 22 min           | Pénalités                                                                                            | 20 min                  |                                                      | Arbitrage : Antti Hämäläinen Tom Laaksonen Hannu Sormunen Mikko Kekäläinen |
|                  | |                         |                                                      | Arbitrage : Antti Hämäläinen Tom Laaksonen Hannu Sormunen Mikko Kekäläinen |

Contrairement à la saison précédente, l'équipe classée dernière de la saison régulière de la SM-liiga affronte directement à l'équipe ayant remporté les séries éliminatoires de la Mestis ; mais comme en 2009, c'est encore l'équipe de SM-liiga qui remporte la série et conserve sa place dans l'élite finlandaise.

### Trophées et récompenses
| Kanada-malja : Champion de Finlande                            | TPS Turku                      |
| Kultainen kypärä : Meilleur joueur élu par ses pairs           | Jori Lehterä (Tappara Tampere) |
| Trophée Kalevi-Numminen : Meilleur entraîneur                  | Kai Suikkanen (TPS)            |
| Trophée Jarmo-Wasama : Meilleur joueur recrue                  | Mikael Granlund (HIFK)         |
| Trophée Matti-Keinonen : Meilleur différentiel +/-             | Harri Tikkanen (Lukko Rauma)   |
| Trophée Raimo-Kilpiö : Joueur le plus fair-play                | Mikael Granlund (HIFK)         |
| Trophée Urpo-Ylönen : Meilleur gardien de but                  | Atte Engren (TPS)              |
| Trophée Pekka-Rautakallio : Meilleur défenseur                 | Lee Sweatt (TPS)               |
| Trophée Aarne-Honkavaara : Meilleur buteur                     | Jukka Hentunen (Jokerit)       |
| Trophée Veli-Pekka-Ketola : Meilleur pointeur                  | Jori Lehterä (Tappara Tampere) |
| Trophée Lasse-Oksanen : Meilleur joueur de la saison régulière | Jori Lehterä (Tappara Tampere) |
| Trophée Jari-Kurri : Meilleur joueur des séries éliminatoires  | Ilari Filppula (TPS)           |

## Mestis
Les douze équipes jouent chacune un total de 45 matchs lors de la saison régulière répartis en quatre confrontations directes avec chacune des autres équipes, deux à domicile et deux à l'extérieur, et un match contre l'équipe de Finlande junior qui prépare le championnat du monde. Cette dernière n'apparaît pas dans le classement final mais les résultats enregistrés contre elle comptent pour toutes les autres équipes. À l'issue de la saison régulière, les huit meilleures équipes participent aux séries. Le vainqueur de ces séries remporte le titre de champion de la Mestis et rencontre le dernier de la SM-liiga dans un match au meilleur des sept rencontre pour l'accession à la SM-liiga.
Les deux dernières équipes de la saison régulières disputent une poule de maintien contre les deux meilleures équipes de la Suomi-sarja.
La saison régulière est remportée par le KooKoo Kouvola ; le Rovaniemen Kiekko-79 qui jouait dans la Suomi-sarja la saison précédente termine dernier.

### Saison régulière
| Clt   | Équipe               | PJ | V  | VP | D  | DP | BP  | BC  | Diff | Pts |
| ----- | -------------------- | -- | -- | -- | -- | -- | --- | --- | ---- | --- |
| +001, | KooKoo Kouvola       | 45 | 24 | 5  | 11 | 5  | 156 | 120 | +36  | 87  |
| +002, | Jokipojat Joensuu    | 45 | 23 | 5  | 12 | 5  | 173 | 128 | +45  | 84  |
| +003, | Lempäälän Kisa       | 45 | 20 | 9  | 15 | 1  | 151 | 124 | +27  | 79  |
| +004, | Sport Vaasa          | 45 | 22 | 3  | 16 | 4  | 152 | 120 | +32  | 76  |
| +005, | D Team               | 45 | 21 | 4  | 15 | 5  | 153 | 137 | +16  | 76  |
| +006, | TuTo Turku           | 45 | 21 | 3  | 16 | 5  | 153 | 145 | +8   | 74  |
| +007, | Kiekko-Vantaa        | 45 | 21 | 2  | 17 | 5  | 141 | 141 | 0    | 72  |
| +008, | Jukurit Mikkeli      | 45 | 18 | 4  | 18 | 5  | 127 | 128 | -1   | 67  |
| +009, | Hokki Kajaani        | 45 | 18 | 4  | 18 | 5  | 133 | 146 | -13  | 67  |
| +010, | SaPKo Savonlinna     | 45 | 15 | 4  | 22 | 4  | 129 | 158 | -29  | 57  |
| +011, | Heinolan Kiekko      | 45 | 10 | 2  | 27 | 6  | 122 | 164 | -42  | 40  |
| +012, | Rovaniemen Kiekko-79 | 45 | 8  | 5  | 31 | 1  | 117 | 191 | -74  | 35  |

- Qualifié pour les séries éliminatoires
- Poule de maintien

### Séries éliminatoires
Tous les matchs se jouent au meilleur des 5 rencontres à l'exception du match pour la troisième place qui se joue en une seule rencontre.
|  | Quarts de finale  | Quarts de finale  |                |                | Demi-finales           | Demi-finales |  |  | Finale         | Finale |
|  | Quarts de finale  | Quarts de finale  |                |                | Demi-finales           | Demi-finales |  |  | Finale         | Finale |
|  |                   |                   |                |                |                        |              |  |  |                |        |
|  |                   |                   |                |                |                        |              |  |  |                |        |
|  |                   |                   |                |                |                        |              |  |  |                |        |
|  | KooKoo Kouvola    | 3                 |                |                |                        |              |  |  |                |        |
|  | KooKoo Kouvola    | 3                 |                |                |                        |              |  |  |                |        |
|  | Jukurit Mikkeli   | 1                 |                |                |                        |              |  |  |                |        |
|  | Jukurit Mikkeli   | 1                 | KooKoo Kouvola | 2              |                        |              |  |  |                |        |
|  |                   |                   | KooKoo Kouvola | 2              |                        |              |  |  |                |        |
|  |                   | D Team            | 3              |                |                        |              |  |  |                |        |
|  | D Team            | D Team            | 3              | 3              |                        |              |  |  |                |        |
|  | D Team            |                   |                | 3              |                        |              |  |  |                |        |
|  | Sport Vaasa       | 1                 |                |                |                        |              |  |  |                |        |
|  | Sport Vaasa       | 1                 | D Team         | 0              |                        |              |  |  |                |        |
|  |                   |                   | D Team         | 0              |                        |              |  |  |                |        |
|  |                   | Jokipojat Joensuu | 3              |                |                        |              |  |  |                |        |
|  | Lempäälän Kisa    | Jokipojat Joensuu | 3              | 3              |                        |              |  |  |                |        |
|  | Lempäälän Kisa    |                   |                | 3              |                        |              |  |  |                |        |
|  | TuTo Turku        | 1                 |                |                |                        |              |  |  |                |        |
|  | TuTo Turku        | 1                 | Lempäälän Kisa | 0              |                        |              |  |  |                |        |
|  |                   |                   | Lempäälän Kisa | 0              | Match pour la 3e place |              |  |  |                |        |
|  |                   | Jokipojat Joensuu | 3              |                |                        |              |  |  |                |        |
|  | Kiekko-Vantaa     | Jokipojat Joensuu | 3              | 0              |                        |              |  |  |                |        |
|  | Kiekko-Vantaa     |                   |                | 0              |                        |              |  |  |                |        |
|  | Jokipojat Joensuu | 3                 |                | KooKoo Kouvola | 4                      |              |  |  |                |        |
|  | Jokipojat Joensuu | 3                 |                | KooKoo Kouvola | 4                      |              |  |  |                |        |
|  |                   |                   |                |                |                        |              |  |  | Lempäälän Kisa | 2      |
|  |                   |                   |                |                |                        |              |  |  | Lempäälän Kisa | 2      |

Le KooKoo Kouvola, vainqueur de la saison régulière, est éliminé en demi-finale par la D Team ; le Jokipojat Joensuu, deuxième de la saison, en profite et remporte les séries en battant la D Team en 3 matchs.

### Poule de maintien
| Clt   | Équipe               | PJ | V | VP | D | DP | BP | BC | Diff | Pts |
| ----- | -------------------- | -- | - | -- | - | -- | -- | -- | ---- | --- |
| +001, | K-Laser              | 7  | 4 | 0  | 1 | 2  | 27 | 26 | +1   | 14  |
| +002, | Heinolan Kiekko      | 6  | 4 | 0  | 2 | 0  | 26 | 15 | +11  | 12  |
| +003, | Rovaniemen Kiekko-79 | 7  | 3 | 1  | 3 | 0  | 33 | 25 | +8   | 11  |
| +004, | KJT TuusKi           | 6  | 0 | 1  | 5 | 0  | 13 | 33 | -20  | 2   |

- Saison 2010-2011 dans la Mestis
- Saison 2010-2011 dans la Suomi-sarja

Le K-Laser gagne sa place en Mestis en remportant la poule, le Heinolan Kiekko se maintient alors que le Rovaniemen Kiekko-79 descend en division inférieure.

## Suomi-sarja

### Déroulement
La Suomi-sarja, 3e division finlandaise, est organisée en quatre groupes de six équipes qui disputent chacune vingt matchs lors de la première phase. À l'issue de ces vingt matchs, les premiers de chaque groupe sont directement qualifiés pour le groupe d'accession à la Mestis. Le deuxième de chaque groupe rencontre le troisième du même groupe au meilleur des 3 matchs pour définir qui intègre également cette compétition ; le perdant dispute quant à lui la deuxième phase dans les groupes de maintien avec les 12 autres équipes.

### Première phase

#### Phase de groupes
| Clt   | Équipe   | PJ | V  | VP | D  | DP | BP  | BC  | Diff | Pts |
| ----- | -------- | -- | -- | -- | -- | -- | --- | --- | ---- | --- |
| +001, | K-Laser  | 20 | 16 | 1  | 3  | 0  | 141 | 46  | +95  | 50  |
| +002, | JHT      | 20 | 13 | 1  | 6  | 0  | 130 | 66  | +64  | 41  |
| +003, | Raahe-K  | 20 | 12 | 0  | 6  | 2  | 91  | 76  | +15  | 38  |
| +004, | TIHC     | 20 | 10 | 0  | 10 | 0  | 90  | 92  | -2   | 21  |
| +005, | Jeppis   | 20 | 6  | 1  | 12 | 1  | 77  | 90  | -13  | 21  |
| +006, | Et-Po 72 | 20 | 0  | 0  | 20 | 0  | 37  | 196 | -159 | 0   |

- Directement qualifié pour le groupe d'accession
- Barrage pour la deuxième place qualificative

Le K-Laser est directement qualifié pour le groupe d'accession, le JHT et le Raahe-K se rencontrent pour la deuxième place qualificative. Le Et-Po 72 perd tous ses matchs dans le temps réglementaire et ne marque aucun point ; l'équipe encaisse une moyenne de près de 10 buts par match, sa plus grosse défaite étant enregistrée le 1er novembre sur le score de 18-1 contre le K-Laser.
| Clt   | Équipe    | PJ | V  | VP | D  | DP | BP  | BC  | Diff | Pts |
| ----- | --------- | -- | -- | -- | -- | -- | --- | --- | ---- | --- |
| +001, | KOOVEE    | 20 | 19 | 0  | 1  | 0  | 136 | 49  | +87  | 57  |
| +002, | S-Kiekko  | 20 | 13 | 0  | 6  | 1  | 96  | 73  | +23  | 40  |
| +003, | Red Ducks | 20 | 9  | 1  | 9  | 1  | 81  | 70  | +11  | 30  |
| +004, | VT-HT     | 20 | 5  | 3  | 11 | 1  | 78  | 103 | -25  | 22  |
| +005, | NoPy      | 20 | 5  | 1  | 13 | 1  | 78  | 126 | -48  | 18  |
| +006, | HC Eagles | 20 | 4  | 0  | 15 | 1  | 63  | 111 | -48  | 13  |

- Directement qualifié pour le groupe d'accession
- Barrage pour la deuxième place qualificative

Le KOOVEE est directement qualifié pour le groupe d'accession, le S-Kiekko et les Red Ducks se rencontrent pour la deuxième place qualificative.
| Clt   | Équipe     | PJ | V  | VP | D  | DP | BP  | BC  | Diff | Pts |
| ----- | ---------- | -- | -- | -- | -- | -- | --- | --- | ---- | --- |
| +001, | KJT TuusKi | 20 | 13 | 2  | 3  | 2  | 86  | 46  | +40  | 45  |
| +002, | VG-62      | 20 | 12 | 4  | 3  | 1  | 115 | 77  | +38  | 45  |
| +003, | HCK        | 20 | 9  | 2  | 7  | 2  | 99  | 80  | +19  | 33  |
| +004, | Ankat      | 20 | 6  | 0  | 9  | 5  | 84  | 104 | -20  | 23  |
| +005, | FPS        | 20 | 5  | 3  | 12 | 0  | 68  | 90  | -22  | 21  |
| +006, | LLuja      | 20 | 3  | 1  | 14 | 2  | 65  | 120 | -55  | 13  |

- Directement qualifié pour le groupe d'accession
- Barrage pour la deuxième place qualificative

Le KJT TuusKi est directement qualifié pour le groupe d'accession, le VG-62 et le HCK se rencontrent pour la deuxième place qualificative.
| Clt   | Équipe   | PJ | V  | VP | D  | DP | BP | BC | Diff | Pts |
| ----- | -------- | -- | -- | -- | -- | -- | -- | -- | ---- | --- |
| +001, | Ketterä  | 20 | 12 | 2  | 5  | 1  | 84 | 57 | +27  | 41  |
| +002, | Titaanit | 20 | 10 | 3  | 6  | 1  | 81 | 57 | +24  | 37  |
| +003, | Hunters  | 20 | 8  | 2  | 7  | 3  | 68 | 66 | +2   | 31  |
| +004, | HC KSNK  | 20 | 7  | 1  | 9  | 3  | 69 | 72 | -3   | 26  |
| +005, | OKK      | 20 | 6  | 2  | 9  | 3  | 64 | 92 | -28  | 25  |
| +006, | Hurtat   | 20 | 4  | 3  | 11 | 2  | 66 | 88 | -22  | 20  |

- Directement qualifié pour le groupe d'accession
- Barrage pour la deuxième place qualificative

Le Ketterä est directement qualifié pour le groupe d'accession, le Titaanit et les Hunters se rencontrent pour la deuxième place qualificative.

#### Barrages
- JHT - Red Ducks : 1-2 (3-1 ; 3-4 ; 7-8)
- S-Kiekko - Raahe-K : 0-2 (0-2 ; 4-5)
- VG-62 - Hunters : 2-0 (7-3 ; 6-2)
- Titaanit - HCK : 0-2 (5-7 ; 2-3)

### Deuxième phase

#### Groupe d'accession à la Mestis
| Clt   | Équipe     | PJ | V  | VP | D  | DP | BP | BC | Diff | Pts |
| ----- | ---------- | -- | -- | -- | -- | -- | -- | -- | ---- | --- |
| +001, | K-Laser    | 14 | 12 | 0  | 1  | 1  | 80 | 42 | +38  | 37  |
| +002, | KJT TuusKi | 14 | 11 | 1  | 2  | 0  | 66 | 41 | +25  | 35  |
| +003, | KOOVEE     | 14 | 6  | 4  | 4  | 0  | 81 | 60 | +21  | 26  |
| +004, | Ketterä    | 14 | 6  | 0  | 8  | 0  | 67 | 63 | +4   | 18  |
| +005, | VG-62      | 14 | 6  | 0  | 8  | 0  | 52 | 69 | -17  | 18  |
| +006, | Raahe-K    | 14 | 3  | 1  | 8  | 2  | 53 | 77 | -24  | 13  |
| +007, | HCK        | 14 | 3  | 0  | 9  | 2  | 58 | 81 | -23  | 11  |
| +008, | Red Ducks  | 14 | 3  | 0  | 10 | 1  | 48 | 72 | -24  | 10  |

- Champion de la Suomi-sarja
- Accède à la Mestis

Le K-Laser remporte le championnat et se qualifie pour le barrage d'accès à la Mestis en compagnie du KJT TuusKi.